# Сенкевич, Якуб
Я́куб Во́йцех Сенке́вич (также Ку́ба Сенке́вич; пол. Jakub Wojciech Sienkiewicz, Kuba Sienkiewicz; 24 ноября 1961 года, Варшава) — польский рок-музыкант (вокалист и гитарист, автор музыки и текстов песен группы Elektryczne Gitary и своих сольных работ), поэт, актёр, врач-невролог, доктор медицинских наук (1995).
Якуб Сенкевич — член «Международного общества помощи пациентам с болезнью Паркинсона и другими инвалидизирующими расстройствами движений» («The International Parkinson and Movement Disorder Society») и председатель Совета «Фонда помощи польским музыкантам» («Polska Fundacja Muzyczna»).

## Биография

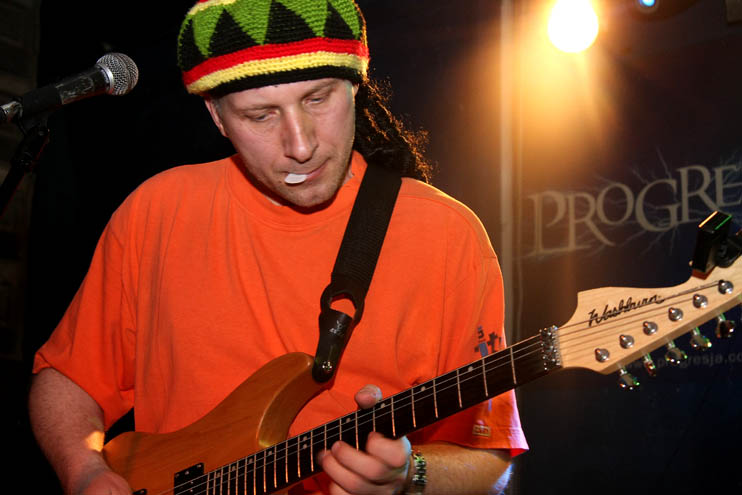
Якуб Сенкевич в составе группы Zuch Kozioł, возрождённой для одного концерта в 2009 году

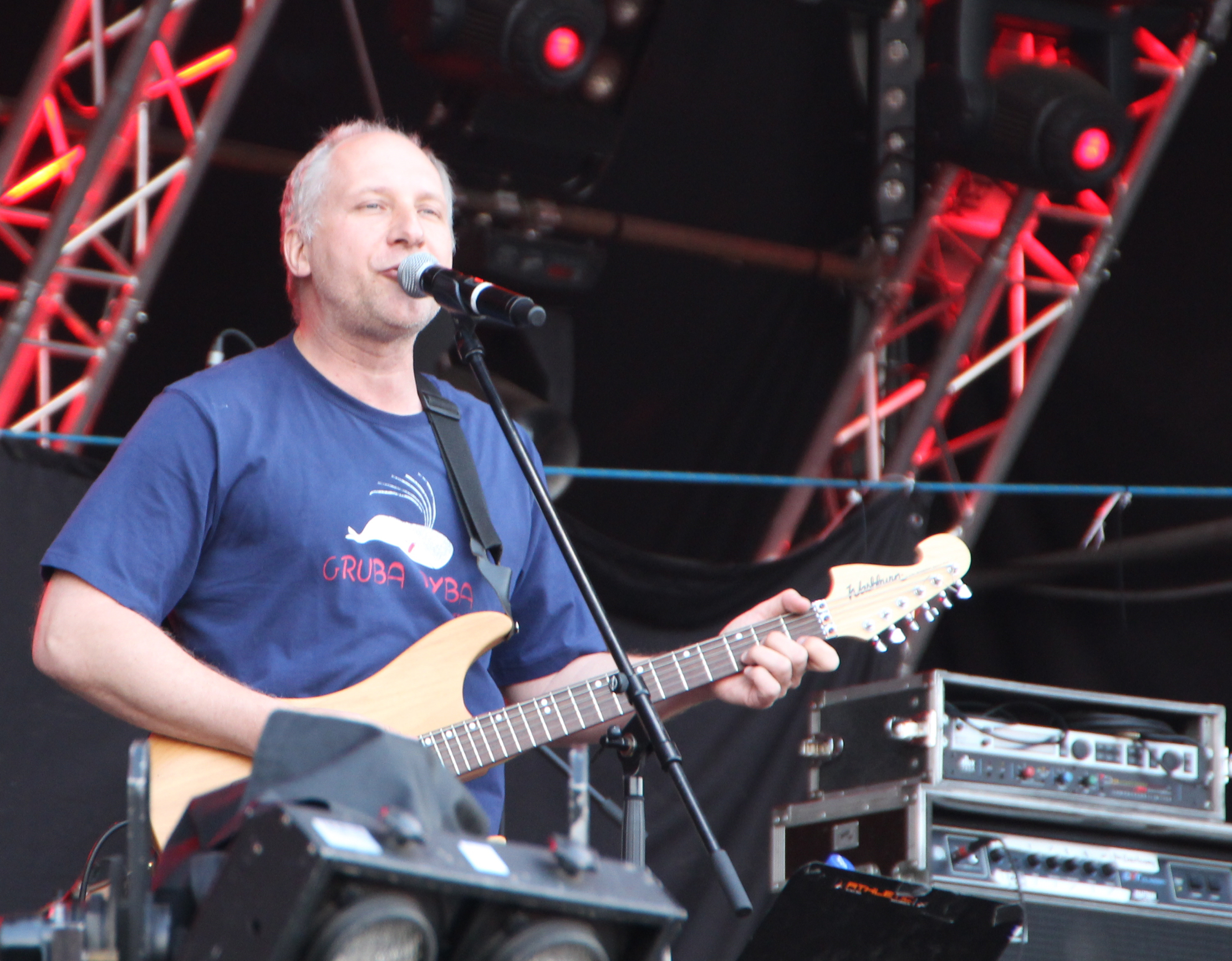
Якуб Сенкевич в составе группы Elektryczne Gitary на фестивале Przystanek Woodstock (2012)

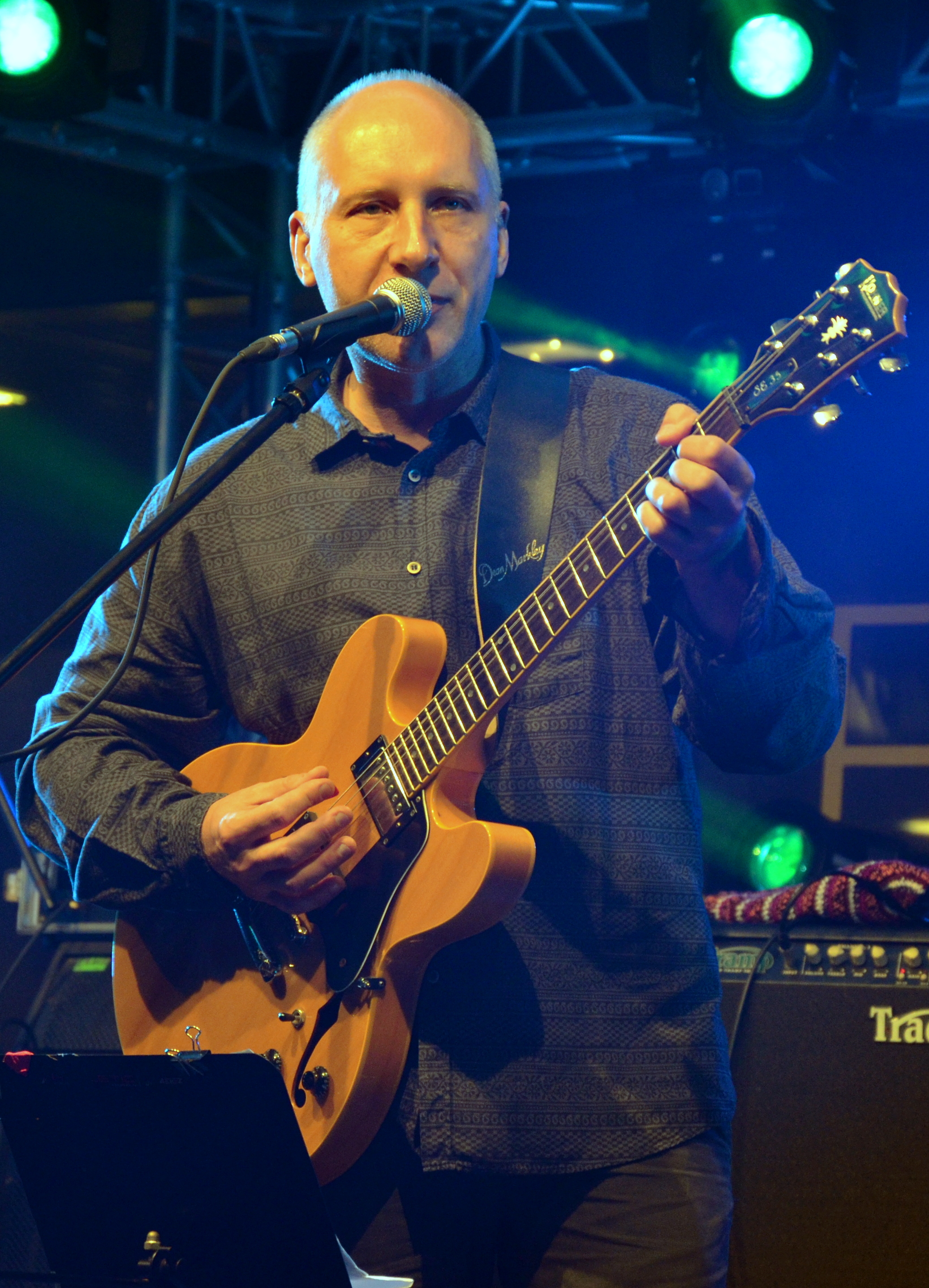
Якуб Сенкевич на концерте в 2015 году

Якуб Сенкевич родился 24 ноября 1961 года в Варшаве. После окончания лицея Сенкевич поступил учиться в Варшавскую медицинскую академию — на выбор профессии, связанный с медициной, отчасти, повлияла его мать, работавшая психиатром. В 1986 году он окончил академию, получив специальность врача-невролога. Значительную часть свободного времени Якуб Сенкевич посвящал занятиям музыкой. Ещё до поступления в медицинскую академию в октябре 1977 года Сенкевич вместе с учившимся с ним в одном лицее Петром Лоеком организовал группу SPIARDL (Stowarzyszenie Piosenkarzy i Artystów Robotniczych Działaczy Ludowych). Группа представляла собой акустический дуэт, занимавшийся главным образом репетициями и записью песен на катушечный магнитофон, в тот период были созданы, записанные и исполненные десятилетие спустя группой Elektryczne Gitary, песни «Dziki» (1978), «Tatusia» (1979) и «Trzecia Macocha», или «Głowy L.» (1982). В середине 1980-х годов Сенкевич и Лоек приобрели электрогитары и стали давать первые концерты, к ним присоединился в этот момент музыкант Мирослав Ендрас (Mirosław Jędras), а их группа сменила название на Zuch Kozioł. В это же время Якуб Сенкевич выступал как приглашённый музыкант в группе Анджея Зеньчевского Niepodległość Trójkątów и в группе Яцека Клейффа Orkiestr Na Zdrowie. Также Сенкевич вместе с Лоеком, Кшиштофом Бенем (Krzysztof Bień) и другими музыкантами играл в недолго просуществовавшей группе Miasto (1987—1989 годы), тогда были написаны песни «Widmo», «Człowiek z liściem», вошедшие позднее в репертуар группы Elektryczne Gitary.
В 1989 году по инициативе музыкантов Рафала Квасьневского и Петра Лоека была создана группа Elektryczne Gitary, в которой Якуб Сенкевич играет до настоящего времени (Сенкевич — вокалист и основной гитарист группы, автор значительной части композиций данного коллектива). Первое выступление группы состоялось 10 мая 1990 года в варшавском клубе Hybrydy. Репертуар Elektryczne Gitary включал в основном композиции, сочинённые Сенкевичем, кроме того, исполнялись некоторые песни клавишника группы Петра Лоека, а также песни Станислава Сташевского (Stanisław Staszewski), Яцека Клейффа (Jacek Kleyff), Яцека Качмарского (Jacek Kaczmarski), Яна Кшиштофа Келюса (Jan Krzysztof Kelus) и других. Композиции «Włosy» и «Jestem z miasta» транслировались в 1991 году многими польским радиостанциям, что предвосхитило успех дебютного диска группы Elektryczne Gitary. Первый изданный группой альбом Wielka radość в 1992 году принёс музыкантам широкую известность в Польше (в 1997 году диск Wielka radość стал дважды платиновым). Не менее успешным стал и второй альбом A ty co, выпущенный в 1993 году — он включал такие хиты, как «Dzieci», «Wyszków tonie» и «Nie pij Piotrek». Параллельно с выступлениями и записями с группой Elektryczne Gitary Якуб Сенкевич занялся сольной карьерой. В 1994 году вышел его первый сольный альбом Od morza do morza. В этом же году была издана книга «Jestem z drowy», содержащая тексты песен группы Elektryczne Gitary, комментарии к ним и интервью, данные Якубом Сенкевичем. В 1995 году Сенкевич принял участие в записи альбома Czarodzieje группы Trawnik. 22 ноября 1995 Якуб Сенкевич защитил докторскую диссертацию «Zaburzenia gałkoruchowe w chorobie Parkinsona» в области неврологии — его научным руководителем был профессор Хуберт Лукаш Квецинский (Hubert Łukasz Kwieciński). В 1997 Сенкевич ушёл из клиники Медицинской академии и начал частную медицинскую практику. Он издал книгу «Poradnik dla osób z chorobą Parkinsona», предназначенную для пациентов, страдающих болезнью Паркинсона.
В конце 1990-х годов Якуб Сенкевич начал сотрудничество с польской киноиндустрией, он написал музыку к телесериалу Pokój 107, а также к таким фильмам, как «Киллер», A ty co?, Spona, «Киллер 2», Kariera Nikosia Dyzmy. Кроме того, он сыграл эпизодические роли в фильмах Chłopaki nie płaczą и Poranek kojota. В 2004 была издана книга «Jakub Sienkiewicz — piosenki».
Продолжая сольную карьеру, Якуб Сенкевич выпустил в 1998 году сольный альбом Źródło в основном с песнями Яцека Клейффа, в 2000 году был выпущен альбом Studio Szum, в 2001 году — альбом Kup pan cegłę — dla Amnesty International, средства от продажи которого были направлены в фонд организации Amnesty International. 9 июня был издан очередной сольный альбом Powrót brata. В 2005 Сенкевич опубликовал в свободном доступе на своём сайте альбом Fikcja solo, а в 2006 году — альбом Plaga, которые официально так и не были изданы. В 2010 Сенкевич записывает альбом Czarny walc. 2 ноября 2010 года группой Elektryczne gitary был издан альбом Historia при содействии Национального центра по культуре (Narodowe Centrum Kultury), диск содержит десять треков, каждый из которых посвящён историческим событиям, юбилей которых приходится на 2010 год. В 2012 году Сенкевич записал сольный альбом Kwartet. 4 августа 2012 года Якуб Сенкевич в составе группы Elektryczne gitary выступил на восемнадцатом фестивале Woodstock в Костшине-над-Одрой.
Якуб Сенкевич известен сотрудничеством с известным польским сатириком Мареком Маевским (Marek Majewski). В 2002—2006 годах Сенкевич работал в редакции польской радиостанции Polskie Radio RDC. Сенкевич является автором разного рода сатирических публикаций в журналах «Charaktery», «Sukces», «Muza» и «Primum homo».

## Семья
Якуб Сенкевич женат, у него пятеро детей. Он приходится племянником известной актрисе Кристине Сенкевич.

## Дискография
С группой Trawnik:
- 1995 — Czarodzieje (S.P. Records)

Сольные работы:
- 1994 — Od morza do morza (Zic-Zac)
- 1998 — Źródło (PolyGram Polska)
- 2000 — Studio Szum (Universal Music Polska)
- 2001 — Kup pan cegłę – dla Amnesty International (Universal Music Polska)
- 2003 — Powrót brata (Universal Music Polska)
- 2004 — Fikcja solo
- 2005 — Plaga
- 2010 — Czarny walc

С группой Elektryczne Gitary:
- 1992 — Wielka radość (Zic-Zac)
- 1993 — A ty co (Zic-Zac)
- 1995 — Huśtawki (Zic-Zac)
- 1996 — Chałtury (PolyGram Polska)
- 1997 — Na krzywy ryj (PolyGram Polska)
- 1997 — Kiler (PolyGram Polska)
- 1999 — Kiler-ów 2-óch (PolyGram Polska)
- 2000 — Słodka maska (Universal Music Polska)
- 2002 — Kariera Nikosia Dyzmy (Universal Music Polska)
- 2006 — Atomistyka (Warner Music Polska)
- 2009 — Antena (Polskie Radio / Warner Music Polska)
- 2010 — Historia (EMI Music Polska)
- 2012 — Nic mnie nie rusza (EMI Music Polska)

## Фильмография
композитор
- 1996 — Odjazd — телевизионная программа Анджея Заорского (Andrzej Zaorski);
- 1997 — Pokój 107 — телесериал;
- 1997 — Киллер — комедия;
- 1998 — A ty co? — среднеметражный фильм;
- 1998 — Spona — комедия, экранизация романа Эдмунда Низюрского (Edmund Niziurski);
- 1999 — Киллер 2 — комедия;
- 1999 — Ja, Malinowski — телесериал;
- 1999 — Taksówka Jedynki — телесериал;
- 2002 — Kariera Nikosia Dyzmy — комедия;
- 2005 — Emilia — комедия.

актёр
- 1999 — Парни не плачут — врач;
- 2001 — Утро койота — доктор Любич.

## Награды
В 2013 году награждён бронзовой медалью «За заслуги в культуре Gloria Artis».